# Edward Cucuel

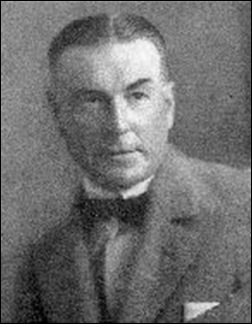
Edward Cucuel um 1913

Edward Cucuel (* 6. August 1875 in San Francisco; † 18. April 1954 in Pasadena, Kalifornien) war ein US-amerikanischer Maler.

## Leben und Ausbildung

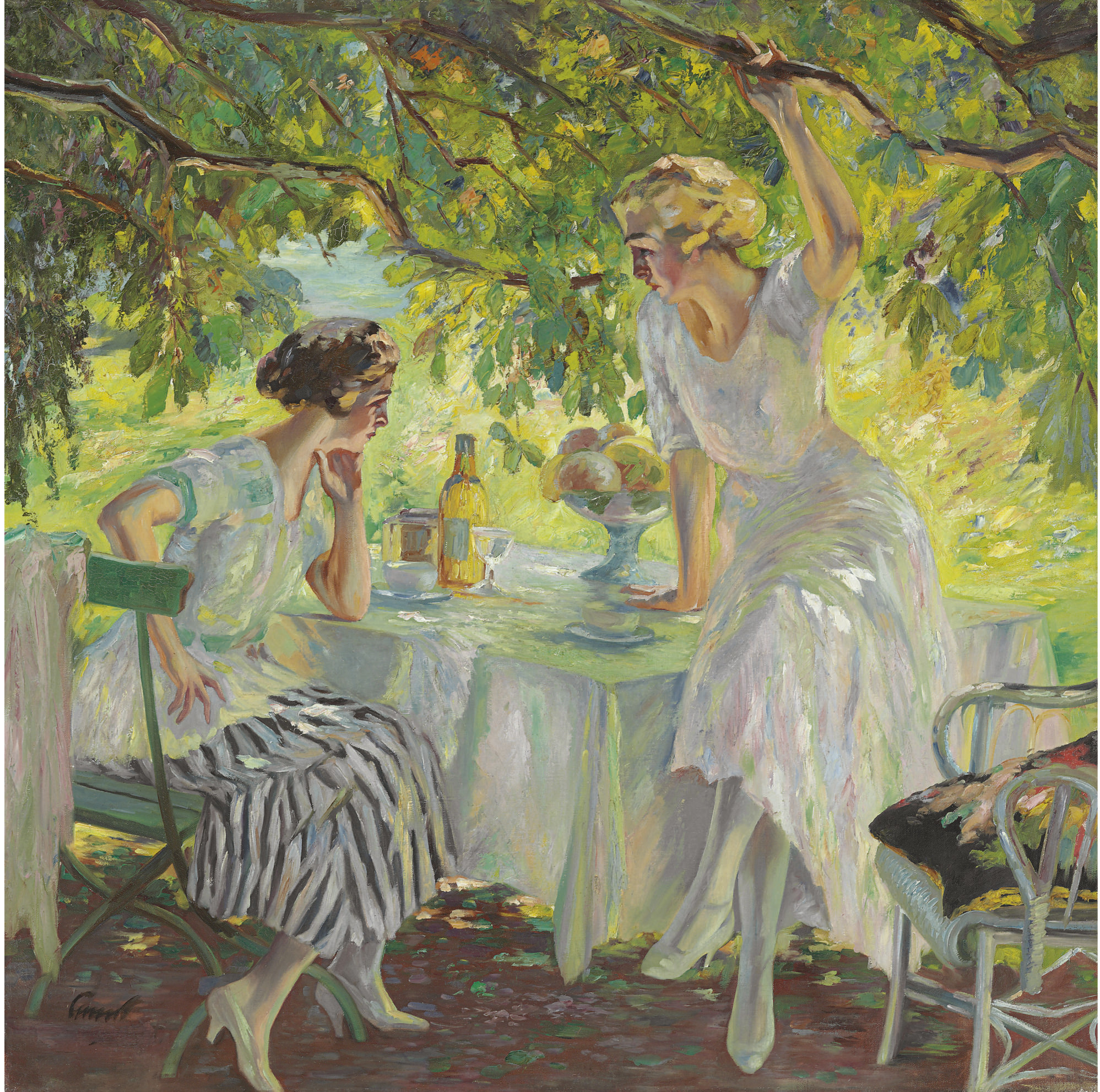
Afternoon Tea; Öl auf Leinwand

Edward Cucuel wurde als Sohn einer Engländerin und eines französischen Zeitungsverlegers geboren, wodurch er bereits mit 14 Jahren als Illustrator für The Examiner arbeitet. Er besuchte die Kunstakademie in San Francisco und die Académie Julian, die Académie Colarossi und die Académie des Beaux-Arts unter Jean-Léon Gérôme in Paris. 1896 arbeitete er als Zeitungsillustrator in New York, anschließend reiste er wieder nach Frankreich und Italien, um die „Alten Meister“ zu studieren. Cucuel illustrierte unter anderem den Novellenband „Gespenster“ der Schriftstellerin Clara Viebig, der 1903 im Verlag Karl Krabbe in Stuttgart erschien.
Studienreisen brachten Cucuel 1904 nach Spanien, Algerien, Ceylon, Japan und China. Später wirkte er in Berlin als Illustrator und in München (1907), wo er sich der Künstlergruppe Die Scholle anschloss. Besonders beeinflusst wurde Vuvuel von Leo Putz und seinen Freilichtwerken, mit dem er vier Jahre auf Schloss Hartmannsberg am Chiemsee verbrachte. Im dortigen Künstlerkreis lernte Cucuel seine zweite Frau, die Blumen- und Stilllebenmalerin Clara Lotte von Marcard (1871–1955) kennen. Seine erste Frau war die Malerin und Kunsthandwerkerin Marie Tscheuschner; 1902 bekam das in Berlin wohnende Paar eine Tochter. Während des Ersten Weltkriegs malte Cucuel in Holzhausen am Ammersee, danach in München und Starnberg (1918), wo seine Kahnbilder entstanden. 1939 ließ er sich in Pasadena in Kalifornien nieder, wo er bis zu seinem Tode 1954 lebte.
Cucuel malte gerne Akte und Frauenporträts im Stil der französischen Impressionisten.

## Ausstellungen
- 1902: Nationale Kunstausstellung, Düsseldorf
- 1904: Große Berliner Kunstausstellung
- 1907: Glaspalast München
- 1912: Ausstellung der Sezession in München
- 1912: Pariser Salon des Beaux Arts
- 1915: Panama Pacific Exhibition, San Francisco
- 1915: Weltausstellung in San Francisco 1915 (Silbermedaille)
- 1921: Howard Young Gallerys, New York
- 1922: Grosvenor Gallery, London

## Werke in Museen und öffentlichen Ausstellungen
- Liverpool, Birkenhead Museum
- Detroit, Detroit Museum
- Pittsburgh, Carnegie Institute
- Chicago, Art Institute
- Detroit, Museum of Arts, Toledo Museum
- Toronto, Rochester Museum
- New York, National Academy